# Münster St. Johannes

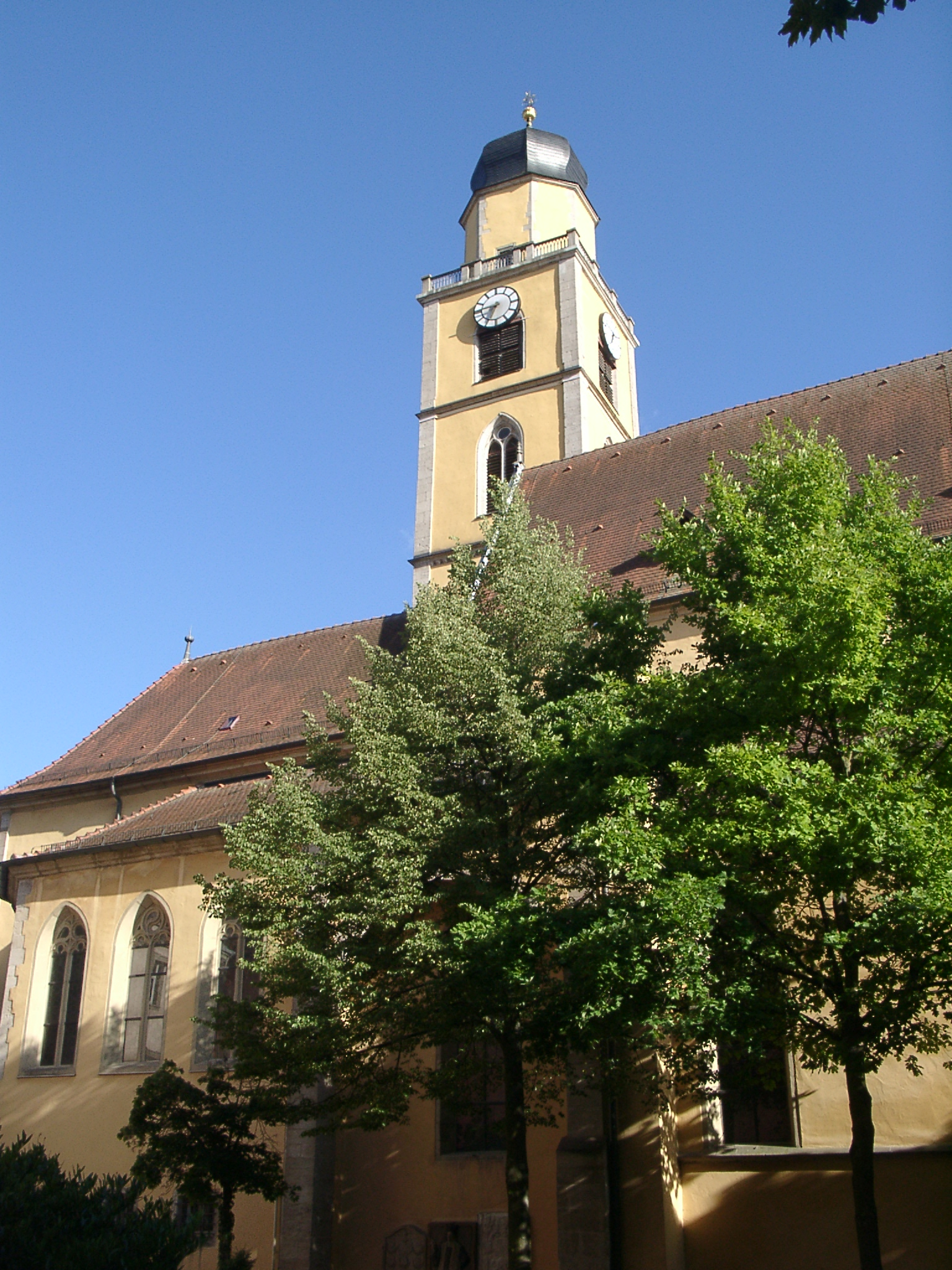
Münster St. Johannes in Bad Mergentheim

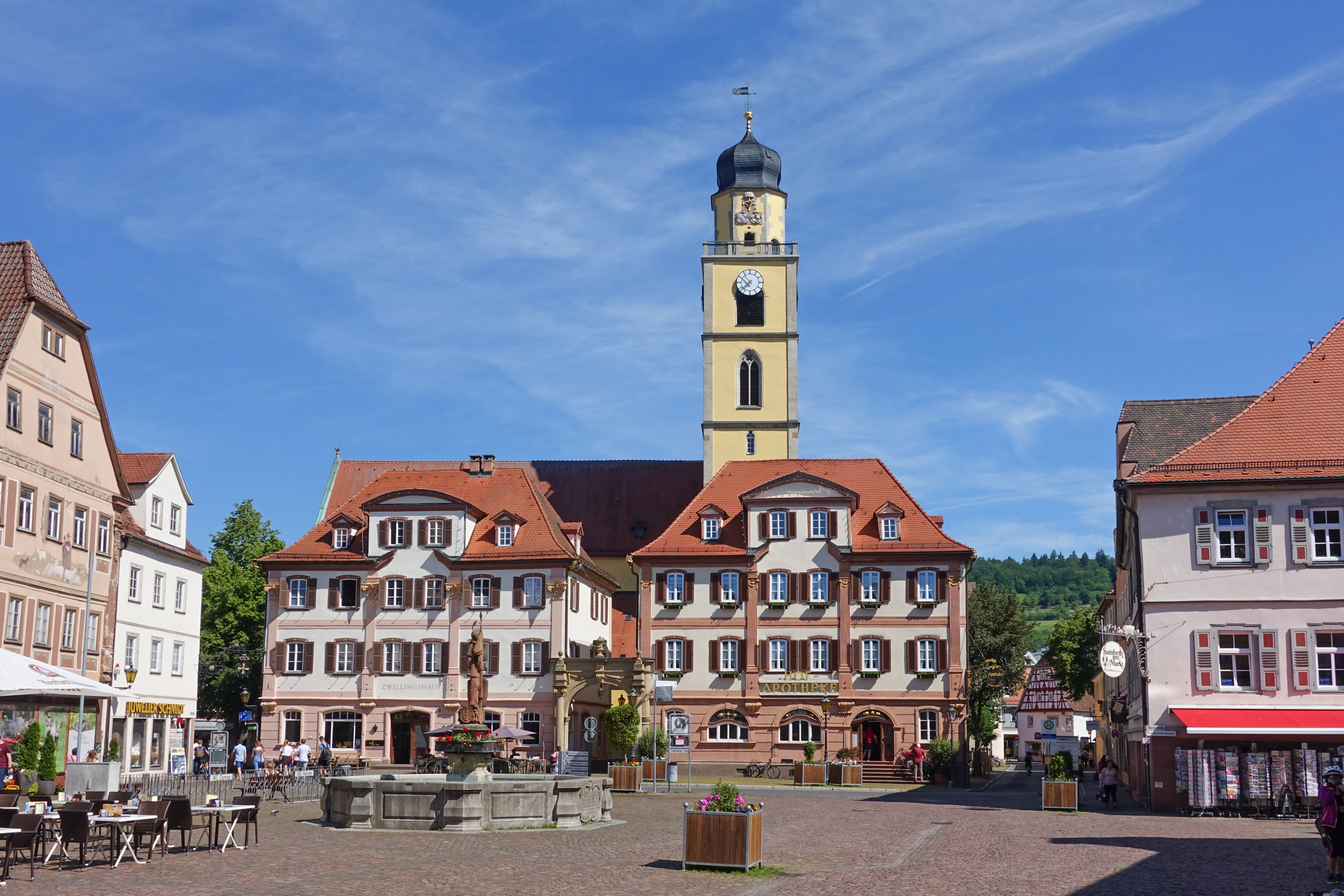
Turm des Münsters vom Marktplatz aus gesehen

Das Münster St. Johannes, auch Münster St. Johannes Baptist genannt, ist ein katholisches Kirchengebäude in Bad Mergentheim. Sein Glockenturm ist eines der Wahrzeichen der Stadt.

## Geschichte
Die St. Johannes-Kirche wurde in der Zeit von 1250 bis 1274 vom Johanniterorden als frühgotische Pfeilerbasilika errichtet. Zuvor stand an der Stelle eine Kapelle, die dem heiligen Kilian geweiht war.
1498 wurde am südlichen Querhaus die Annakapelle angebaut. Im Jahre 1554 erwarb der Deutsche Orden den gesamten Besitz der Johanniter und führte Umbauarbeiten durch. Die bisherige Flachdecke des Mittelschiffes der Johanneskirche wurde durch ein Kreuzrippengewölbe ersetzt; die Gewölbe wurden mit den heute noch erhaltenen Renaissancemalereien dekoriert.
Der Glockenturm wurde in mehreren Etappen errichtet. Die untersten vier Geschosse stammen aus der Erbauerzeit. 1445 wurde der Turm um zwei Geschosse erhöht. Von 1594 bis 1618 wurden die für den Turm charakteristische Galerie und auf dem Oktogon die haubenartige Turmzwiebel errichtet.
Im Jahre 1983 wurde die Kirche zum Münster erhoben.
Von 2017 bis Ende 2021 erfolgte eine aufwändige Außenrenovierung. Bis Ende 2022 wurde die Innenrenovierung abgeschlossen; die neue Orgel wurde am 4. Dezember 2022 eingeweiht.

## Ausstattung

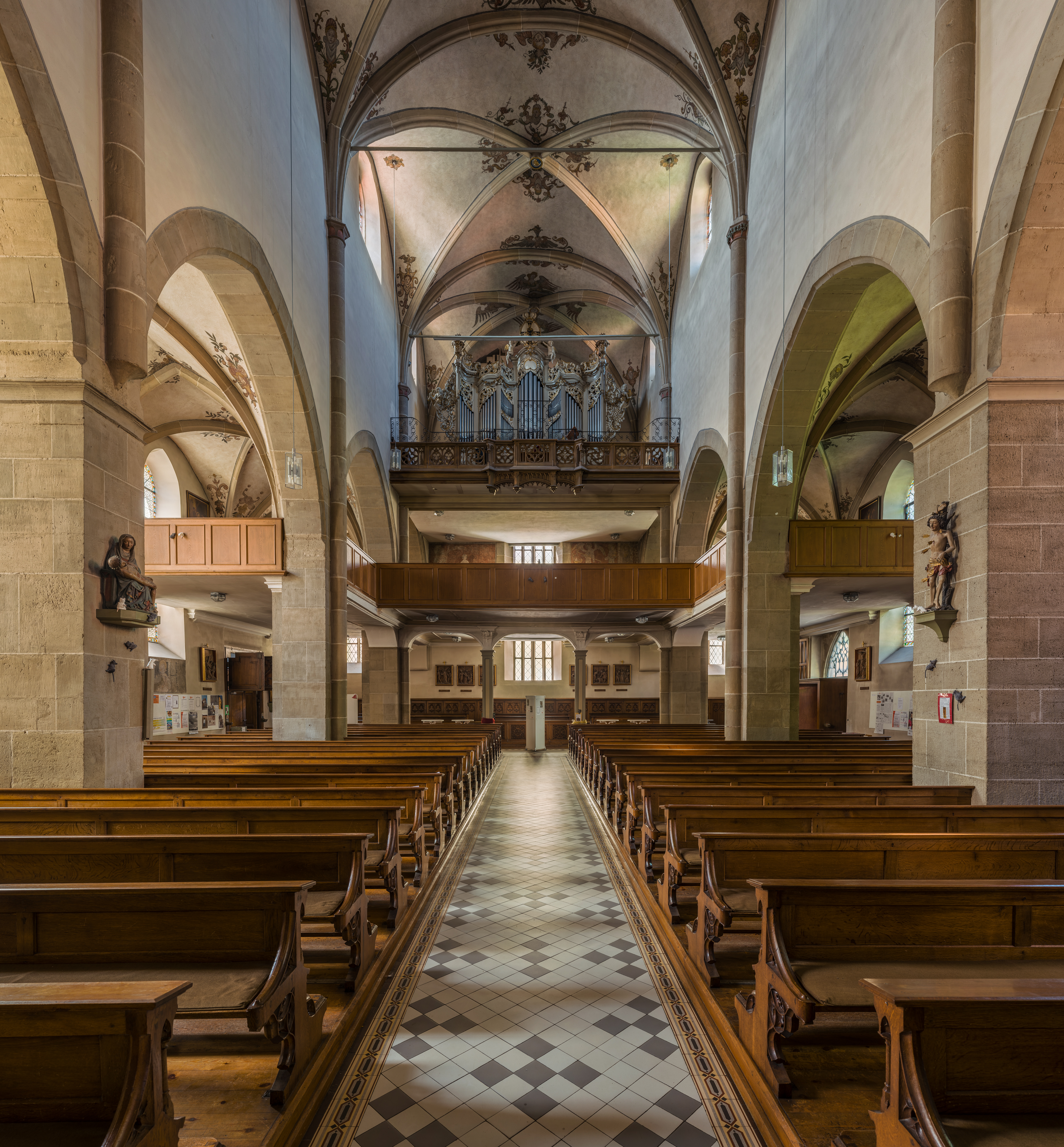
Kirchenschiff mit Emporen und Orgel

Das Kircheninnere ist schlicht gehalten.
An den südlichen Pfeilern des Mittelschiffs und an der Westwand der Zwischenempore finden sich noch einige Wandmalereien, die um das Jahr 1300 entstanden sind. Außerdem gibt es noch einige Holz-Skulpturen aus der Zeit bis Anfang des 16. Jahrhunderts, so die Pietà am südlichen Langhauspfeiler (um das Jahr 1400), die Skulptur der Anna selbdritt an der südlichen Langhauswand (um das Jahr 1525) und die Figur des heiligen Sebastian am nördlichen Langhauspfeiler (um 1500). Am nordöstlichen Mittelschiffspfeiler befindet sich eine Steinskulptur der heiligen Katharina von Alexandrien (um das Jahr 1400). Die sonstigen Skulpturen stammen überwiegend aus dem 18. und 19. Jahrhundert.
Im Chorraum befindet sich eine hölzerne Kreuzigungsgruppe aus dem Jahre 1669. Die Kanzel und das Chorgestühl sind Reste der neugotischen Ausstattung. Im nördlichen Seitenschiff und in der Annakapelle befinden sich Grabmale bedeutender Mitglieder des Deutschen Ordens aus dem 17. und 18. Jahrhundert.

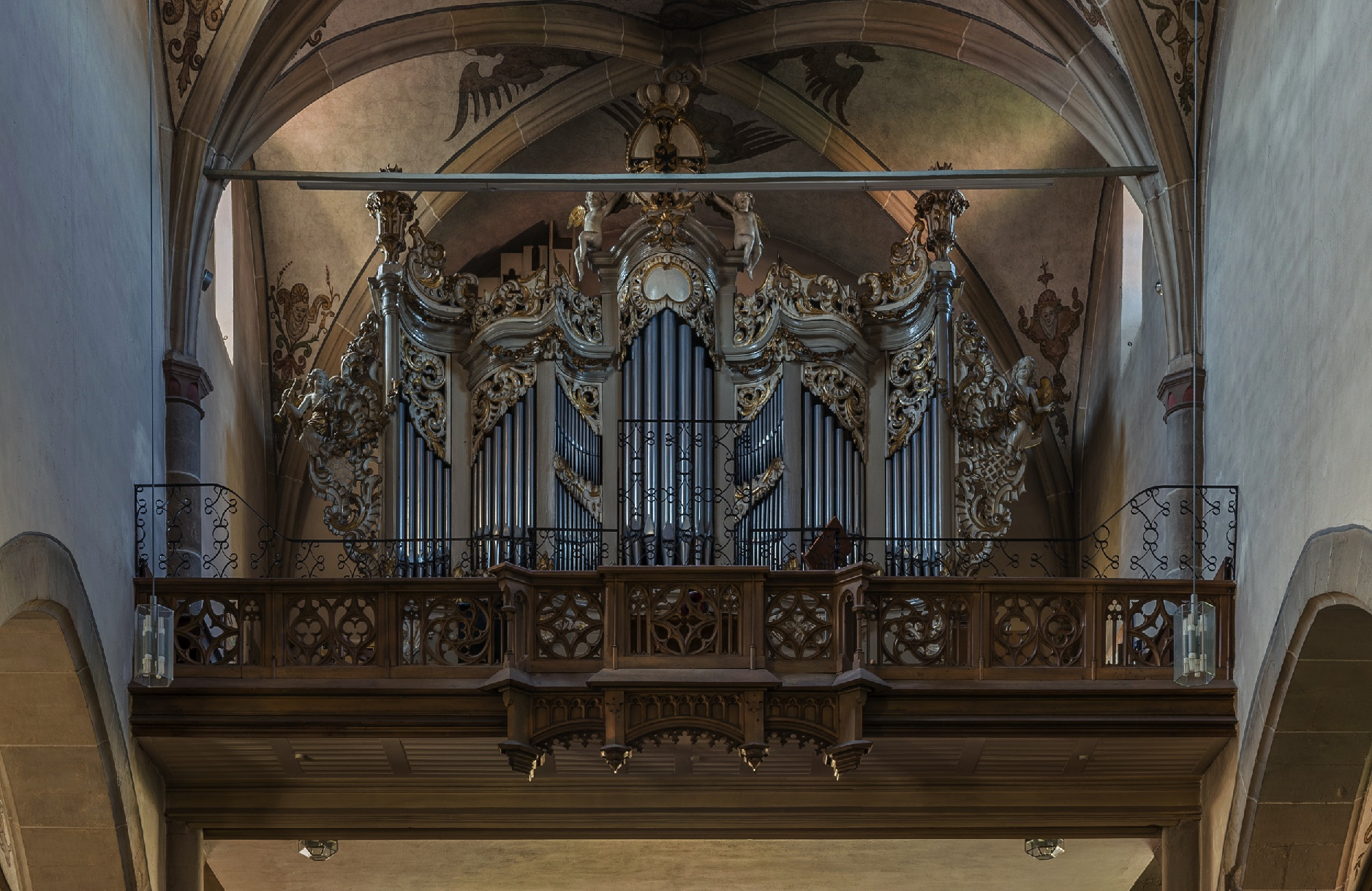
Orgelprospekt mit Schleierwerk

### Orgel
Der barocke Orgelprospekt stammt von einem Instrument des Orgelbauers Johann Anton Ehrlich aus den Jahren 1772–1773. Dahinter wurde 1972 von der Orgelbaufirma Walcker erbaut. Das Schleifladen-Werk hatte 35 Register auf zwei Manualen und Pedal. Im Zuge der letzten Innenrenovierung erhielt die Kirche 2022 eine neue Orgel der Firma Richard Rensch. Das Instrument verfügt über 25 Register auf drei Manualen und Pedal sowie vier Extensionen. Weitere Register auf dem dritten Manual sind zum Ausbau vorbereitet. Die drei Pedalregister Nr. 21–23 wurden aus der Vorgängerorgel übernommen. Die Disposition lautet wie folgt:
| I Hauptwerk C–g3 |                |       |
| 1.               | Principal      | 8′    |
| 2.               | Großgedackt    | 8′    |
| 3.               | Quintatön      | 8′    |
| 4.               | Viola da Gamba | 8′    |
| 5.               | Octav          | 4′    |
| 6.               | Kleingedeckt   | 4′    |
| 7.               | Quint          | 2 ⁄3′ |
| 8.               | Superoctav     | 2′    |
| 9.               | Mixtur V       | 2′    |

| II Positiv C–g3 |                 |              |
| 10.             | Suavial ab c    | 8′           |
| 11.             | Coppel          | 8′           |
| 12.             | Principal       | 4′           |
| 13.             | Taversflöte     | 4′           |
| 14.             | Octav           | 2′           |
| 15.             | Quint           | 1 ⁄3′        |
| 16.             | Sesquialtera II | 2 ⁄3′+1 3⁄5′ |
| 17.             | Mixtur IV       | 1′           |
| 18.             | Krummhorn       | 8′           |
|                 | Tremulant       |              |

| III Hinterwerk C–g3 |           |     |
| 19.                 | Bourdon   | 16′ |
| 20.                 | Trompete  | 8′  |
|                     | Tremulant |     |

| Pedal C–f1 |               |         |
| 21.        | Principalbass | 16′     |
| 22.        | Subbass       | 16′     |
| 23.        | Quintbass     | 10 2⁄3′ |
|            | Octavbass     | 8′      |
| 24.        | Violonbass    | 8′      |
|            | Gedecktbass   | 8′      |
|            | Violon        | 4′      |
| 25.        | Posaunenbass  | 16′     |
|            | Posaune       | 8′      |

- Koppeln: II/I, III/I, III/II, I/P, II/P, III/P
- Spielhilfen: Setzeranlage

### Glocken
Im Turm des Johannesmünsters hängt ein sechsstimmiges Bronzegeläut.
| Glocke | Name                        | Gussjahr | Gießer                                  | Gewicht | Schlagton |
| ------ | --------------------------- | -------- | --------------------------------------- | ------- | --------- |
| 1      | Christkönig                 | 1965     | Friedrich Wilhelm Schilling, Heidelberg | 2300 kg | c′        |
| 2      | Maria                       | 1951     | Heinrich Kurtz, Stuttgart               | 1360 kg | es′       |
| 3      | Gefallenen-Gedächtnisglocke | 1951     | Heinrich Kurtz, Stuttgart               | 950 kg  | f′        |
| 4      | Johannes                    | 1965     | Friedrich Wilhelm Schilling, Heidelberg | 700 kg  | g′        |
| 5      | Josef                       | 1951     | Heinrich Kurtz, Stuttgart               | 400 kg  | b′        |
| 6      | Martinus                    | 1972     | Friedrich Wilhelm Schilling, Heidelberg | 302 kg  | c″        |

## Münsterschatz
Der Münsterschatz von St. Johannes Baptist dokumentiert als Museum liturgische Gefäße und Geräte von der Spätgotik bis zur Gegenwart.